# Whinfell, Allerdale
Whinfell var en civil parish 1866–1934 när det uppgick i Blindbothel, i grevskapet Cumbria i England. Civil parish var belägen 5 km från Cockermouth och hade 71 invånare år 1931.